# Bình Xuân
Bình Xuân là một phường thuộc tỉnh Đồng Tháp, Việt Nam.

## Địa lý
Phường Bình Xuân có vị trí địa lý:
- Phía đông giáp phường Sơn Qui.
- Phía tây giáp xã Phú Thành.
- Phía nam giáp phường Gò Công.
- Phía bắc giáp tỉnh Tây Ninh với ranh giới là sông Vàm Cỏ.

Phường Bình Xuân có diện tích 34,42 km², dân số năm 2025 là 32.574 người, mật độ dân số đạt 946 người/km².

## Lịch sử
Sau năm 1975, Bình Xuân là một xã thuộc huyện Gò Công cũ.
Ngày 13 tháng 4 năm 1979, Hội đồng Chính phủ ban hành Quyết định số 155-CP về việc chia huyện Gò Công thànhhuyện Gò Công Đông và huyện Gò Công Tây. Xã Bình Xuân thuộc huyện Gò Công Đông.
Ngày 21 tháng 1 năm 2008, Chính phủ ban hành Nghị định số 09/2008/NĐ-CP về việc:
- Chuyển xã Bình Xuân về thị xã Gò Công quản lý
- Điều chỉnh 580,72 ha diện tích tự nhiên và 2.238 người của xã Thành Công thuộc huyện Gò Công Tây về xã Bình Xuân quản lý.

Sau khi điều chỉnh địa giới hành chính, xã Bình Xuân có 2.786,41 ha diện tích tự nhiên và 14.561 người.
Ngày 19 tháng 3 năm 2024, Ủy ban Thường vụ Quốc hội ban hành Nghị quyết số 1013/NQ-UBTVQH15 (nghị quyết có hiệu lực từ ngày 1 tháng 5 năm 2024) về việc thành lập thành phố Gò Công. Xã Bình Xuân trực thuộc thành phố Gò Công.
Ngày 16 tháng 6 năm 2025, Ủy ban Thường vụ Quốc hội ban hành Nghị quyết số 1663/NQ-UBTVQH15 về việc sắp xếp các đơn vị hành chính cấp xã của tỉnh Đồng Tháp năm 2025. Theo đó, sắp xếp toàn bộ diện tích tự nhiên, quy mô dân số của phường Long Chánh và xã Bình Xuân thành phường mới có tên gọi là phường Bình Xuân.
Sau khi sáp nhập, phường Bình Xuân có 34,42 km² diện tích tự nhiên và dân số 32.574 người.